# Schizoporellidae
Schizoporellidae Jullien, 1883 è una famiglia di Briozoi dell'ordine Cheilostomatida.

## Tassonomia
Comprende i seguenti generi:
- Fovoporella Gordon, 2014
- Gemelliporidra Canu & Bassler, 1927
- Schizobrachiella Canu & Bassler, 1920
- Schizoporella Hincks, 1877
- Stylopoma Levinsen, 1909